# Computer and Video Games
Computer and Video Games (CVG o C + VG) és una revista i un lloc web de videojocs del Regne Unit. El primer número de la revista va ser publicat el novembre de 1981 i l'últim l'octubre de 2004, quan la revista va ser suspesa i es va mantenir només com a lloc web. Aquest any la revista va ser adquirida per Future Publishing, que la reanomenà CVG Presents i va passar a ser una publicació bimensual. El primer número de la nova revista va ser publicat el 16 d'abril de 2008 i va incloure un extens reportatge de la història de Grand Theft Auto, amb motiu del llançament de l'èxit de Rockstar Games Grand Theft Auto IV.